# کودائیرا، توکیو

نقشهٔ کودائیرا واقع در ناحیهٔ تامای توکیو

منطقه کُودائیرا (به ژاپنی: 小平市 Kodaira) به یکی از بخش‌های منطقه تامای توکیو، پایتخت ژاپن گفته می‌شود. مساحت آن ۲۰٬۴۶ کیلومتر مربع است.

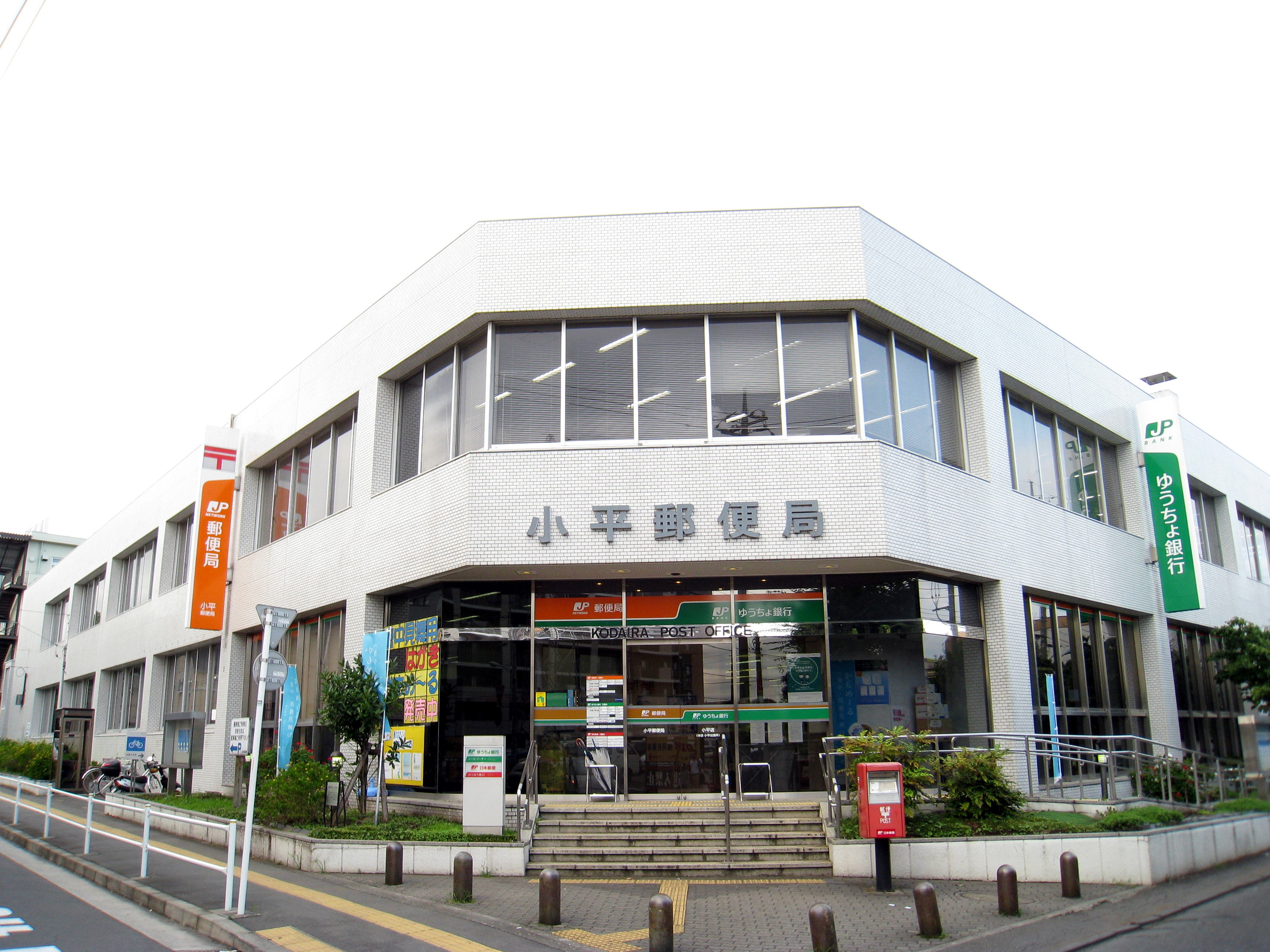
اداره پست اودائیرا